# Shimabara-Aufstand

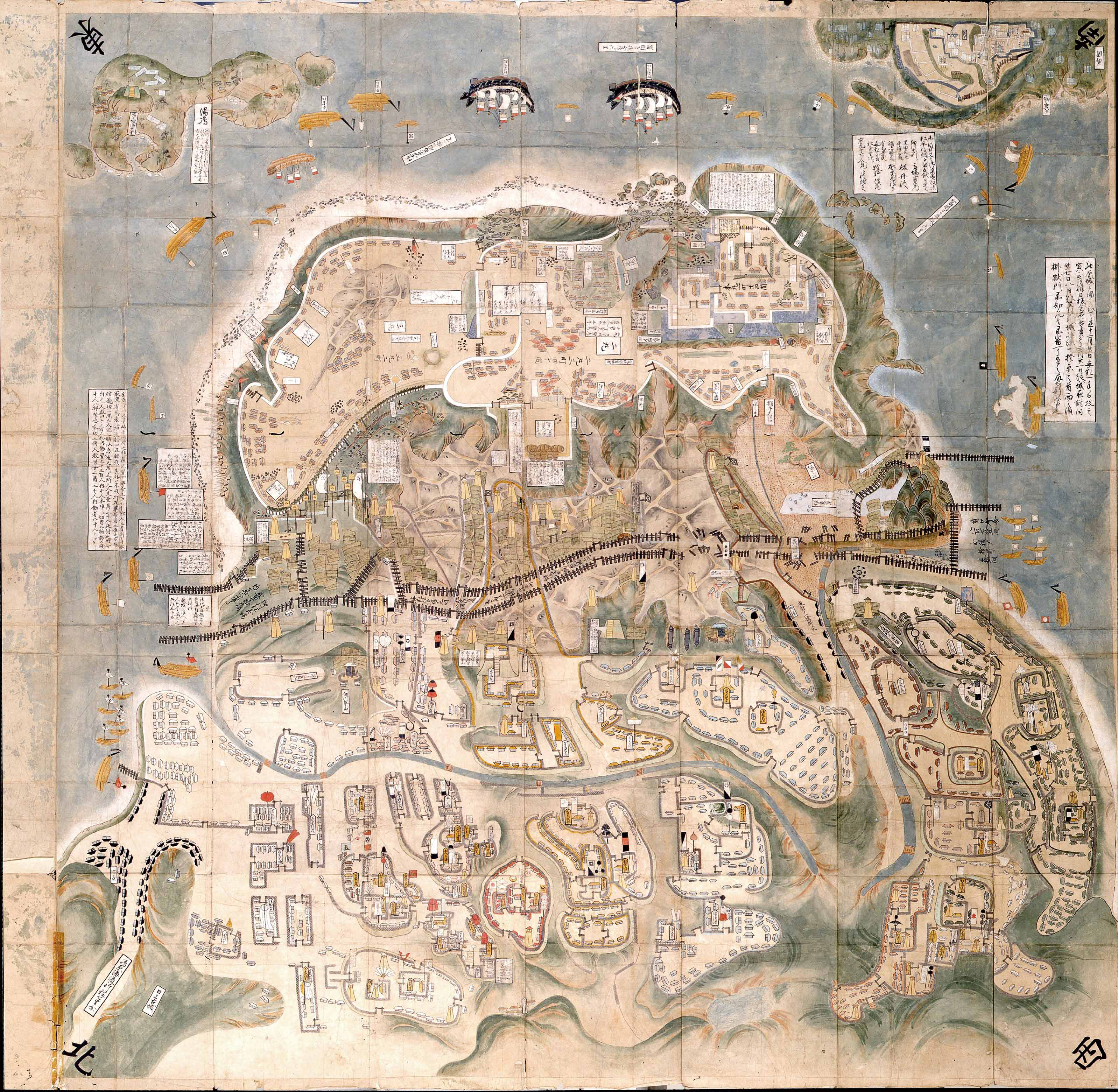
Shimbara-Schlachtkarte und Hara-Burg

Der Shimabara-Aufstand oder Shimabara-Rebellion (japanisch 島原の乱, Shimabara no ran) war ein Aufstand japanischer Bauern, viele von ihnen Christen, in der Frühzeit des Tokugawa-Shogunats 1637–1638.

## Übersicht

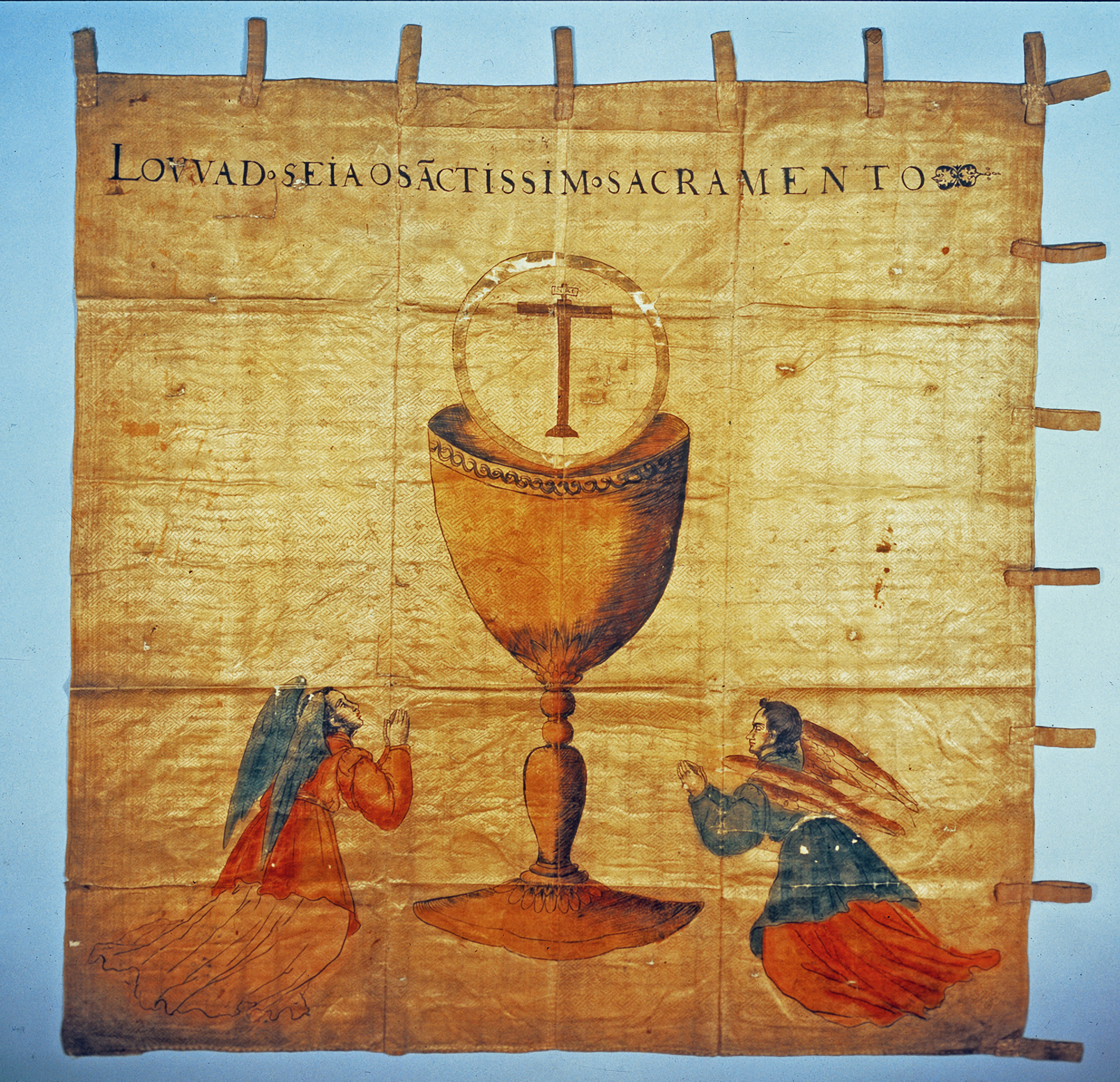
Banner von Amakusa Shirō während der Shimabara-Rebellion.

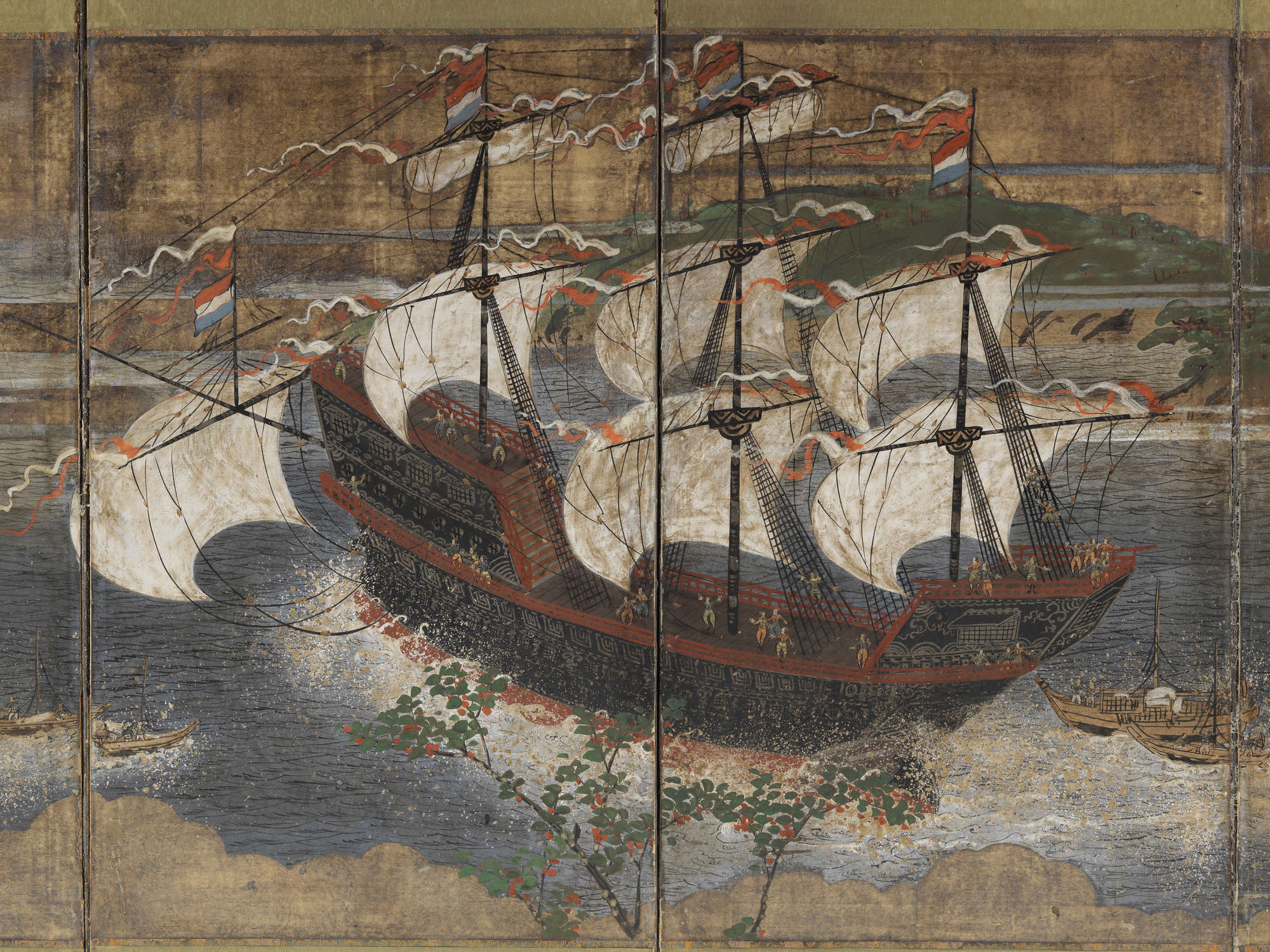
Schiff „De Ryp“ beim Shimabara-Aufstand

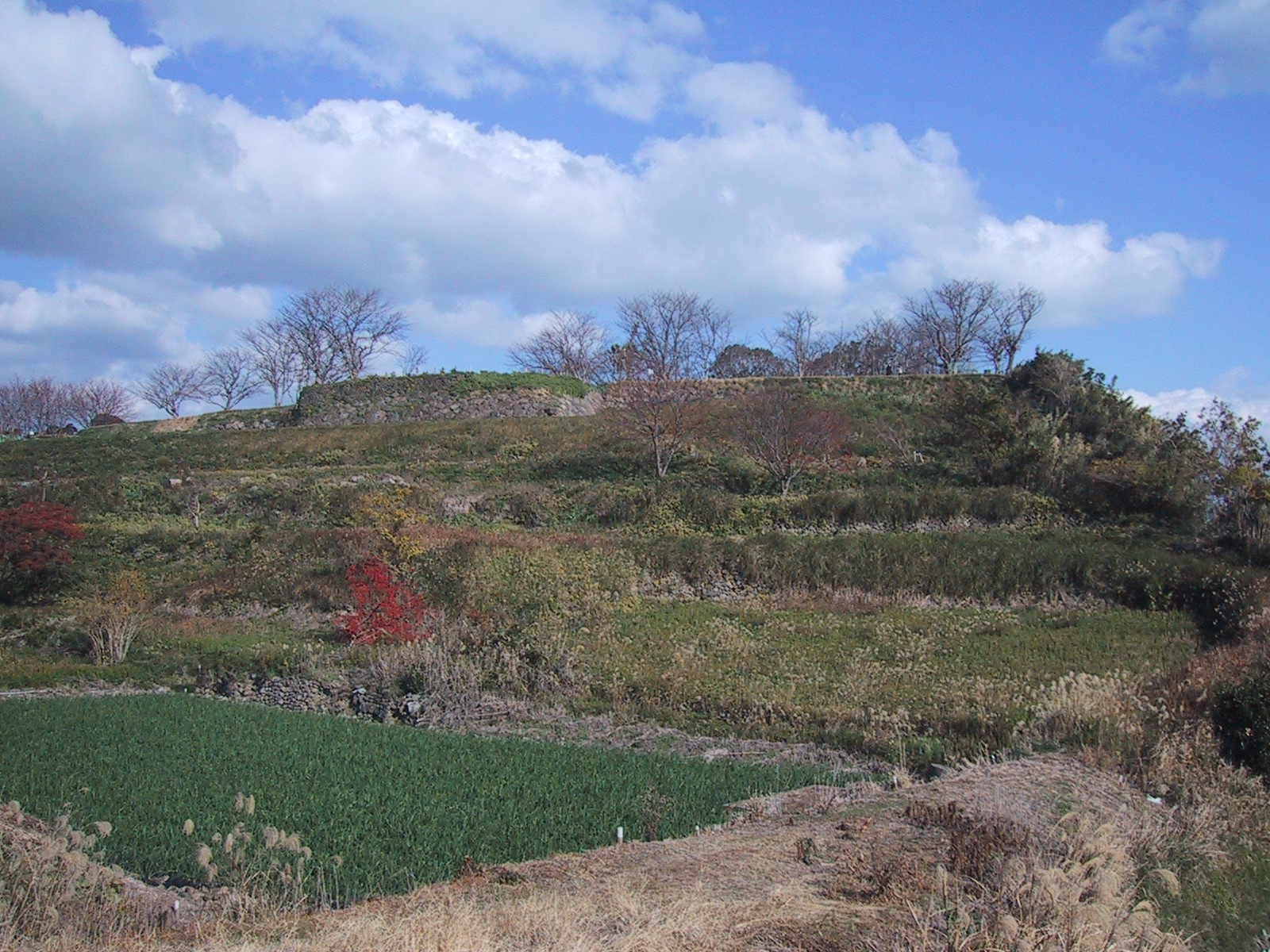
Ruinen der Festung Hara

Die Rebellion brach (nach gregorianischem Kalender) am 17. Dezember 1637 aus, als sich Bauern von Shimabara und Amakusa gegen ihren Daimyō Matsukura Katsuie erhoben. Zwar waren viele der Bauern getaufte Christen, doch wurde die Erhebung durch die übermäßige Steuerlast ausgelöst. Erst im Laufe der Kämpfe traten religiöse Motive in den Vordergrund.
Die Rebellen bestanden aus etwa 23.000 Bauern und herrenlosen Samurai (Rōnin), einschließlich vieler Frauen. Die Erhebung fand in Lehen Shimabara auf der Shimabara-Halbinsel in der Provinz Hizen und den nahegelegenen Amakusa-Inseln unter Führung von Amakusa Shirō (auch Masuda Tokisada genannt), der den Taufnamen Jeremias führte, statt. Beide Gebiete waren zuvor unter dem vorherigen christlichen Daimyo Konishi Yukinaga von den Jesuiten missioniert worden. 
Terazawa Hirotaka, Gouverneur der nahegelegenen Reichsdomäne Nagasaki, schickte 3.000 Samurai nach Amakusa, die am 27. Dezember 1637 zurückgeschlagen wurden. Die nur 200 Überlebenden zogen sich nach Nagasaki zurück und der Gouverneur bat das Shōgunat um Verstärkungen. In der Schlacht am 31. Januar 1638 besiegten Krieger des Shogunats die Rebellen, die etwa 1.000 Mann verloren. Sie zogen sich darauf nach Shimabara zurück. Dort belagerten die Rebellen die Burg Shimabara und besetzten die Festung Hara.

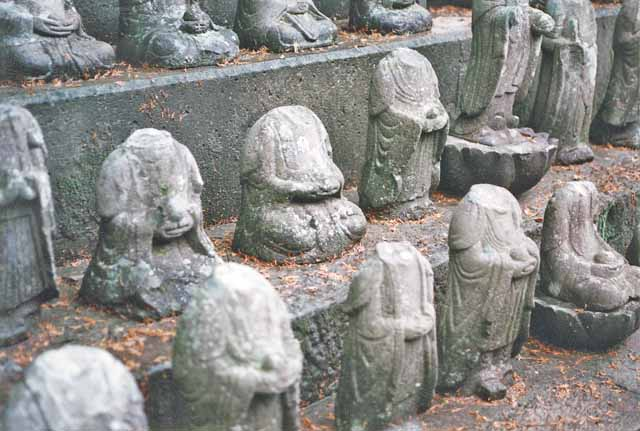
Von den Rebellen enthauptete Jizō

Hirotaka war bereits am 2. Januar mit 500 Samurai Richtung Shimabara ausgerückt und erhielt weitere 800 Mann aus Ōmura. Sie lagerten eine halbe Meile um die Burg Shimabara und begannen, sie mit der Schiffsartillerie japanischer und chinesischer Schiffe zu beschießen. Sie baten auch die Niederländische Ostindien-Kompanie um Unterstützung. Notgedrungen schickte der Leiter der Niederlassung Dejima, Nicolas Koeckebacker, ein Schiff vor die Festung. Doch nach etlichen Kanonaden zogen sich die Niederländer wieder zurück. Die offenkundige Wirkungslosigkeit von Kanonen im Kampf um japanische Festungen löste in den folgenden Jahrzehnten intensive japanische Studien zur Nutzung von Mörsern aus.
Truppen des Shogunats trafen ein, die Rebellen in der Festung Hara widerstanden der Belagerung jedoch für Monate und verursachten schwere Verluste. Für beide Seiten waren es schwere Kämpfe unter winterlichen Bedingungen. Am 3. Februar 1638 töteten die Rebellen während eines Ausfalles 2.000 Krieger aus Hizen. Allerdings gingen den Belagerten langsam Nahrung, Munition und andere Reserven aus.
Am 10. März begannen sich die Kräfte des Shogunats in Shimabara zu sammeln und im April waren 30.000 Rebellen bereits mit 200.000 Shogunats-Soldaten konfrontiert. Die Rebellen griffen sie am 4. April an, waren jedoch zum Rückzug gezwungen. Dabei gefangen genommene Überlebende verrieten den Belagerern, dass es in der Festung an Nahrung und Schießpulver fehlte.
Am 12. April 1638 stürmten Krieger aus Hizen die Festung und nahmen die äußeren Verteidigungsposten ein. Die Rebellen kämpften weiter und verursachten schwere Verluste, bis sie am 15. April endgültig besiegt wurden. Das Shogunat hatte bis dahin etwa 10.000 Soldaten verloren. Für die Krieger der Tokugawa-Truppen war besonders schockierend, dass ein Gegner, der überwiegend dem Bauernstand angehörte, den Samurai derart widerstehen konnte.
Danach enthaupteten Shogunatstruppen geschätzte 37.000 Rebellen und Sympathisanten. Amakusa Shiros Kopf wurde nach Nagasaki gebracht und die Festung Hara zerstört. 
Das Shogunat hegte den Verdacht, dass Katholiken aus dem Westen an der Ausbreitung der Rebellion beteiligt waren. 1639 wurden daher die im Lande verbliebenen letzten Portugiesen (Südbarbaren, nanbanjin) vertrieben. Unter den Europäern duldete man nur noch die Niederländer, deren Handelsniederlassung jedoch 1641 nach Nagasaki verlegt wurde. Das Christentum überlebte nur im Untergrund (Kakure kirishitan). Marien-Figuren wurden als Kannon-Gottheiten (Maria-Kannon) getarnt, christliche Gräber mit verdeckten Symbolen versehen.
Zwar kam es auch danach gelegentlich zu Unruhen unter der Landbevölkerung, doch gab es bis in die 1860er Jahre in Japan keine größeren Schlachten mehr. In den nächsten zehn Generationen der Edo-Zeit wirkten die Samurai überwiegend als eine Art Beamten-Elite. 
Die Kämpfe um die Festung Hara wurden in historischen Erzählungen wie dem Shimabara-ki („Shimabara-Aufzeichnung“) weit verbreitet. Engelbert Kaempfer, der 1690–1691 Informationen zum Aufstand sammelte, brachte ein Exemplar nach Europa.

Shimabara-Aufstand Kampf-Faltwand von Saito Shuho